# Chochma
Chochma (hebr. חכמה) – druga sefira; określenie oznaczające w kabale Mądrość, myśl Boga, jak również męską zasadę w świecie. Jest wszędzie tam, gdzie obserwujemy zmiany i ruch. Symbolizowana przez liczbę 10. Jest siłą dynamiczną, pozytywną. W Drzewie Życia znajduje się na tym samym poziomie, co przeciwna jej Bina.